# Premi Enter
Premi Enter (Press Enter []) è un romanzo breve di fantascienza dello scrittore statunitense John Varley, pubblicato nel 1984.

## Storia editoriale
Il romanzo breve è stato pubblicato per la prima volta nel maggio del 1984 nella rivista Asimov's Science Fiction.
Nel 1985 l'opera ha vinto il Premio Hugo per il miglior romanzo breve, il Premio Nebula per il miglior romanzo breve, il Premio Locus per il miglior romanzo breve e lo Science Fiction Chronicle Readers Poll per la sua categoria e, nel 1987, il Premio Seiun come miglior racconto straniero pubblicato in Giappone.
In Italia il romanzo è stato pubblicato per la prima volta nel 1986 nella raccolta Il meglio della Fantascienza 1985 con il titolo Press Enter, ritradotto nel 1989 nella raccolta Bolle d'infinito con il titolo Premi "Enter" e ripubblicato nel 1991 nell'antologia I Premi Hugo 1984-1990 con il titolo Premi Enter.

## Trama
(John Varley, Premi Enter)
Il cinquantenne Victor Apfel reduce della guerra di Corea ex prigioniero di guerra, soffre di crisi epilettiche dovute alle ferite subite ed è ancora traumatizzato dalle violenze psicologiche patite durante la detenzione. Vive solitario in un appartamento di Los Angeles. Un giorno riceve una telefonata nella quale una voce registrata lo invita a recarsi urgentemente a casa del suo vicino, Charles Kluge, che Victor conosce da dieci anni ma con il quale ha scambiato solo poche parole, promettendogli una ricompensa. Victor apre la porta dell'appartamento di Kluge con la chiave che il messaggio gli aveva rivelato essere sotto lo zerbino, ed entra. Kluge è morto, apparentemente sparatosi alla testa, riverso sulla tastiera di un computer acceso. Victor corre a chiamare Hal Lanier, un dirimpettaio suo amico, informatico per il Los Angeles Police Department che a sua volta avvisa la polizia. Sul luogo arriva la scientifica e l'investigatore Osborne; costui è dapprima scettico sulla versione del ritrovamento del cadavere ma deve ricredersi quando, recatosi nell'appartamento di Vistor, trova il telefono che squilla nuovamente e, rispondendo alla chiamata, ascolta a sua volta il messaggio registrato.
Le prime indagini lasciano credere a un suicidio poiché Kluge ha lasciato una specie di testamento interattivo nel suo computer dal quale risulterebbe il proposito di uccidersi, ma il fatto che il suo nome non appaia in nessun database governativo, che non esistano tracce bancarie sul suo conto e che addirittura il suo appartamento non risulti nelle mappe catastali, spinge l'investigatore Osborne a incaricare un esperto informatico di forzare i computer del morto. Sul luogo arriva la talentuosa hacker Lisa Foo, del California Institute of Technology, venticinquenne di origini vietnamite, che inizia faticosamente a introdursi nei complicati programmi di Kluge, delle specie di macchine di Rube Goldberg che solo la ragazza è capace a capire. Victor e Lisa si scoprono spiriti affini: i due iniziano una relazione.
Victor riceve sul suo conto un grosso versamento di denaro, apparentemente gli interessi di un conto fiduciario a lui intestato ma, in realtà, la promessa ricompensa di Kluge che un programma automatico, avviato alla morte dell'uomo ha provveduto ad effettuare. Victor vorrebbe restituire il denaro ma Lisa, che durante il suo lavoro ha più volte provveduto ad intascare somme non dovute, glielo sconsiglia. La confidenza e l'amore tra Lisa e Victor aumentano e la ragazza racconta di essere nata a Saigon durante la guerra del Vietnam, di aver perso la madre in giovane età e di essere stata prigioniera dei Khmer rossi. di aver vissuto esperienze traumatiche e di essersi prostituita giovanissima. La conoscenza di un capitano statunitense, un pedofilo che le aveva permesso di immigrare negli USA, le ha permesso di salvarsi dalla strada e di studiare informatica.
Lisa riesce a scoprire la vera identità di Kluge. L'uomo, il cui nome era Patrick William Gavin, si era finto morto molti anni prima, aveva assunto una nuova identità e aveva cancellato tutte le sue tracce dal web. Si era anche appropriato di ingenti somme grazie all'hackeraggio, e aveva provveduto a far distruggere ogni documento cartaceo sul suo conto e sull'appartamento corrompendo vari funzionari. L'uomo, durante i suoi traffici, si era introdotto tra gli archivi della National Security Agency e aveva attivato un programma killer che, annidato nella rete e capace di muoversi lungo i cavi telefonici e della corrente, lo aveva raggiunto, ne aveva preso il controllo e lo aveva spinto al suicidio. Lisa, terrorizzata dalla scoperta, tenta di cancellare tutte le tracce della sua scoperta e crede di essere riuscita nell'intento. Alcuni giorni dopo Victor ha un ennesimo attacco epilettico e viene ricoverato in ospedale. Durante la degenza viene raggiunto dall'investigatore Osborne che gli rivela che Lisa si è suicidata infilando la testa in un forno a microonde. Victor sa che Lisa non aveva nessun motivo per suicidarsi, soprattutto in un modo così macabro e ha sospetti anche sullo stile del messaggio di addio che la ragazza ha lasciato. Dimesso dall'ospedale scopre che Lisa gli ha lasciato in eredità l'appartamento di Kluge che era riuscita ad intestarsi, che le indagini sono chiuse e che il programma killer è ancora attivo. Osborne, dopo aver curiosato nel computer ancora acceso di Kluge, viene ritrovato morto apparentemente suicida.
Victor fa svuotare la casa di Kluge da una ditta, distrugge tutto l'hardware ivi contenuto e si rifugia nel suo appartamento. Qui riceve una telefonata muta. Capisce che il programma killer lo sta cercando e prova a convincerlo di non essere un pericolo per lui.  Victor elimina dal suo appartamento tutti i cavi telefonici e della corrente e inizia a vivere evitando di lasciare tracce nella rete. Non è sicuro che prima o poi il programma, simile a un fantasma dotato di vita propria, prima o poi non lo raggiungerà per ucciderlo.

## Edizioni
- (EN) John Varley, Press Enter [], in Asimov's Science Fiction, n. 77, New York, Davis Publications, maggio 1984.
- (FR) John Varley, Frappez: Entrée [], in Étoile Double, traduzione di Jean Bonnefoy, n. 14, Parigi, Denoël, aprile 1985, ISBN 978-2-207-34014-1.
- (DE) John Varley, Terminal, in World's Best SF 4, traduzione di Frank Stein, Bastei Lübbe Science Fiction Special, n. 24069, Colonia, Bastei Lübbe, aprile 1985, ISBN 978-3-404-24069-2.
- John Varley, Press Enter, in Donald A. Wollheim (a cura di), Il meglio della Fantascienza 1985, traduzione di Giampaolo Cossato e Sandro Sandrelli, Milano, SIAD Edizioni, febbraio 1986, ISBN 8844300915.
- John Varley, Premi "Enter", in Bolle d'infinito, traduzione di Mara Arduini, Urania, n. 1102, Milano, Mondadori, giugno 1989.
- John Varley, Premi Enter, in Piergiorgio Nicolazzini (a cura di), I Premi Hugo 1984-1990, traduzione di Giampaolo Cossato e Sandro Sandrelli, Grandi Opere Nord, n. 20, Milano, Editrice Nord, 1991.